# Pols
Pols (fra polsk dans) er en pardans i samme familie som svensk polska og polsk mazurka og regnes som en af de norske bygdedansene. Dansen er formentlig kommet til Norge med arbejdsindvandringen til den norske mineindustri i 16- og 1700-tallet. Dansen er særlig udbredt i og omkring Røros, hvor den ofte kaldes rørospols.